# 1-й Польский революционный полк
1-й Польский революционный полк (пол. 1 Polski Rewolucyjny Pułk), иногда упоминаемый как Белгородский полк — стрелковый полк, образованный в 1917 году в Российской республике. Первое польское про-революционное воинское формирование в России.

## История
Корни 1-го Польского революционного полка уходят в историю Резервного полка 1-й польской стрелковой дивизии Русской императорской армии (штабом был Белгород), насчитывавшего 17 тысяч человек (командир — полковник Винницкий). Весной 1917 года в резервном полку на волне демократизации армии командиром был назначен лейтенант Мечислав Яцкевич (пол. Mieczysław Jackiewicz), а сами солдаты полка выступили против их призыва в 1-й Польский корпус генерала Довбора-Мусницкого.
20 августа 1917 года личный состав Резервного полка выпустил воззвание к польским солдатам, служившим в русской армии, огласив свои цели и поддержку революционного движения. Обращение было направлено от имени 35 офицеров и 16 тысяч солдат; было отпечатано 80 тысяч экземпляров, распространённых среди польских военнослужащих. 29 сентября 1917 года командир полка обратился к военному министру Временного правительства А. И. Верховскому с просьбой оказать поддержку в вопросе соответствующего преобразования полка, однако эта инициатива не получила поддержки ни в Союзе военнослужащих-поляков, ни в марксистской партии СДКПиЛ, которые расценили это как поддержку сепаратизма.
3 октября 1917 года Резервный стрелковый полк был выведен из подчинения Довбору-Мусницкому и переведён под Московский военный округ. Влияние на настроения солдат оказали местные Советы рабочих и солдатских депутатов. После Октябрьской революции полк издал распоряжение о поддержке Московского военно-революционного комитета, добившись получения во второй половине ноября 1917 года нового оружия. Тогда же он стал называться 1-м Польским революционным полком. Полк участвовал в боях против войск Белого движения (в том числе против войск генерала Каледина), однако отказался выступать против Украинской центральной рады. В связи с этим 30 декабря 1917 года было предпринято разоружение полка, в ходе которого был убит Яцкевич. Командиром полка стал Генрик Пачковский (пол. Henryk Paczkowski). Часть личного состава ушла в Москву, где формировались новые польские революционные части.
По словам представителя Союза военнослужащих-поляков В. Дыбчиньского, в январе 1918 года личный состав полка, прибыв в Москву, развернул «разлагающую, временами просто авантюристическую деятельность», объявив себя сторонниками большевиков, но пытаясь при этом расколоть комендатуру, военные организации и Союз военнослужащих-поляков (к этому была причастна группа солдат Сцибора). Дыбчиньский в письме представителю Регентского совета А. Ледницкому от 3 апреля 1918 года утверждал, что солдаты полка разворовывали казённые деньги, оружие и снаряжение, вследствие чего им запретили даже охранять исторические ценности. Вскоре полк был окончательно расформирован.
В дальнейшем от имени 1-го Польского революционного полка продолжали выходить листовки и разные агитационные материалы. Так, в резолюциях от 24 января (6 февраля) и 13 февраля 1918 года солдаты полка выступили активно против 1-го Польского корпуса генерала Довбора-Мусницкого и его контрреволюционных действий, а в листовке от 24 февраля 1918 года призывали наказать Довбора-Мусницкого как мятежника, в то же время призывая его подчинённых перейти на сторону большевиков.